# نونیا چلسا
نونیا چلسا (به لاتین: Nonia Celsa) در کتاب Historia Augusta به‌عنوان همسر ماکرینوس ذکر شده‌است که در طول دوران حکومت کوتاه‌مدت همسرش از ۲۱۷ تا ۲۱۸ امپراتریس روم بود.

## زندگینامه
تنها مدرک دال بر وجود نونیا چلسا نامه‌ایست که گفته می‌شود ماکرینوس به‌شادمانیِ بر تخت نشستنش خطاب به همسرش نوشته و در خط نخست آن چنین آمده است: «از اوپلیوس ماکرینوس به همسرش نونیا چلسا. همسر عزیزم، خوشبختی‌ای که نصیب ما شده غیر قابل شمارش است.» 
این نامه در بخش زندگینامهٔ دیادومنیان، فرزند ماکرینوس و نونیا چلسا در کتاب Historia Augusta آمده است. با این حال چنین مدارکی را در این کتاب معمولاً ساختگی در نظر می‌گیرند. همچنین این زندگینامه‌نویس یا نویسان به جعل بسیاری از نام‌ها و اشخاصی که هرگز وجود خارجی نداشته‌اند شهره‌اند. همین موضوع سبب می‌شود تا زمان به‌دست نیامدن مدرکی دیگر، موجودیت فردی به‌نام نونیا چلسا تا حد زیادی مورد شک قرار گیرد.